# 指南车

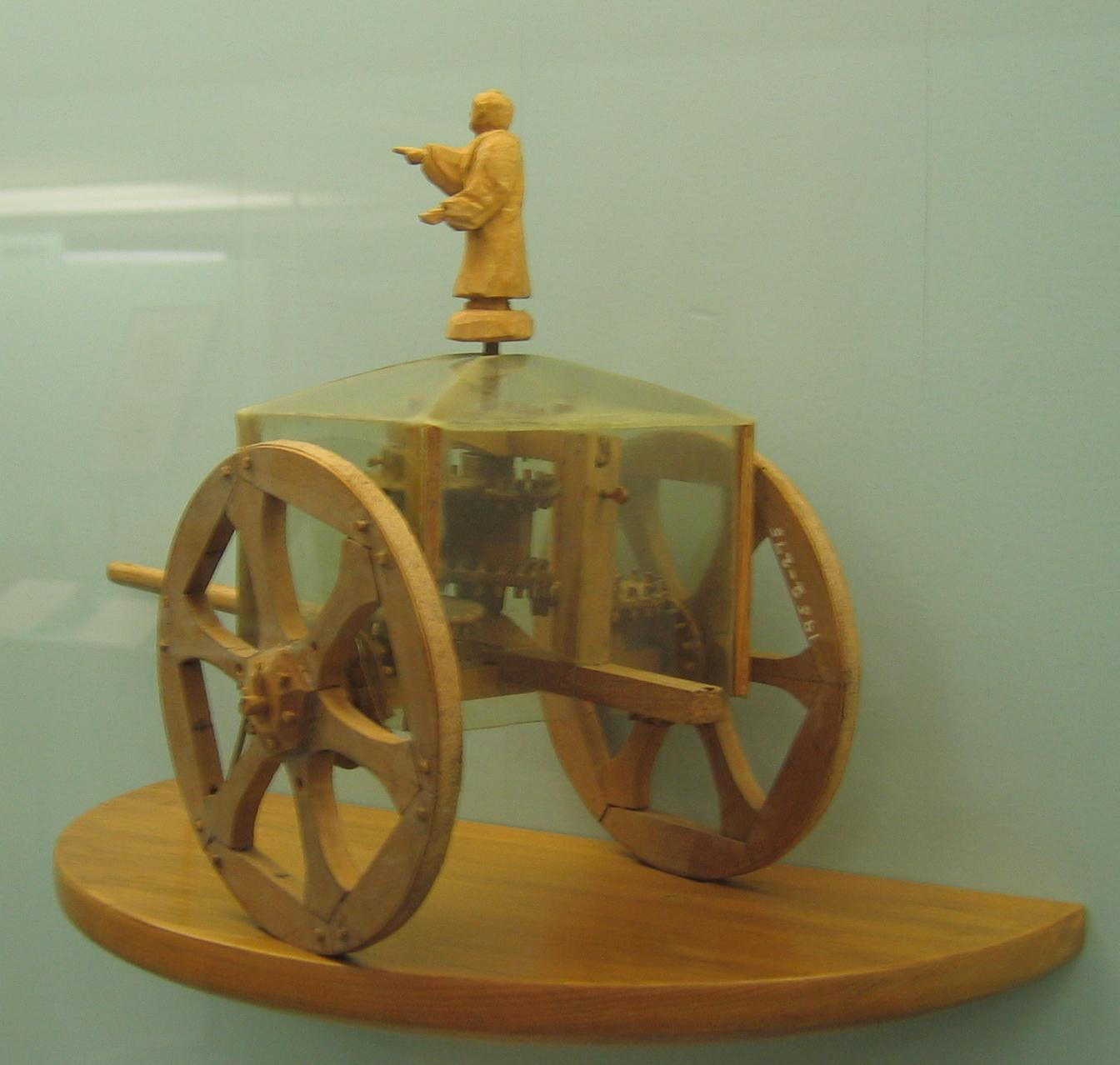
想像復原模型

三才圖會的描述

指南车，又稱司南車，是一种用差速器来辨认方向的仪器，傳說中指南車乃是由軒轅黃帝或周公發明。史書又记载了三國時魏國馬鈞制作司南車。车上有一小人，其手指的方向即为北方。
最早在《西京杂记》记载有：“司南车，驾四，中道”。青龍三年（235年）曹魏人马钧創造指南車，而此指南车是采用齒輪的原理製作，並沒有使用磁極，與司南、羅盤完全不同。東晉安帝義熙十三年（417年），劉裕北伐進兵長安，後秦姚興使令狐生製造指南車。北魏的郭善明也曾研發過，未成，扶風人馬嶽又造，垂成，善明鴆殺之。南朝的祖沖之又發明一次，“昇明中，太祖輔政，使沖之追修古法。沖之改造銅機，圓轉不窮，而司方如一，馬鈞以來未有也。”當時北方人索馭驎也號稱能造指南車，但“颇有差僻，乃毁焚之”。《宋史·輿服誌》對指南車的機械結構，作了比較具體的記述，此車僅用為帝王出行的儀仗。金朝的燕肅於天圣五年（1027年）造指南車，車上立一木人，伸臂指南，能自動離合，“……至国朝，不闻得其制”，大观元年（1107年）吳德仁改良了燕肅指南車，但之後又失傳了。
1924年英國學者穆爾（Moule）發表了研究指南車的論文並根據《宋史》文獻記載給出了具體的復原方案，接著又有很多國內外學者研究。1937年王振鐸曾發表《指南車記里鼓車之考證及模制》，他改良穆爾的設計，並成功的製作出指南車模型。1971年王振铎根据史书记载，複製马钧的“黄帝指南车”成功。
| 指南車發明人 | 指南車發明人    | 指南車發明人 | 指南車發明人 |
| 年代         | 朝代·發明人     | 成果         |              |
| ------------ | --------------- | ------------ | ------------ |
| ？年         | 傳說時代·黃帝   | 無法證實     |              |
| ？年         | 西周·周公       | 無法證實     |              |
| ？年         | 漢·張衡         | 成功         |              |
| 235年        | 曹魏·馬鈞       | 成功         |              |
| 333年        | 後趙·魏猛、解飛 | 成功         |              |
| 417年        | 後秦·令狐生     | 成功         |              |
| ？年         | 後魏·郭善明     |              |              |
| 424年        | 後魏·馬岳       |              |              |
| 477年        | 劉宋·祖沖之     | 成功         |              |
| 1107年       | 劉宋·索馭驎     | 成功         |              |
| 616年        | 唐·楊務廉       |              |              |
| 808年        | 唐·金公立       | 成功         |              |
| 1027年       | 宋·燕肅         | 成功         |              |
| 1107年       | 宋·吳德仁       | 成功         |              |

## 指南车的原理

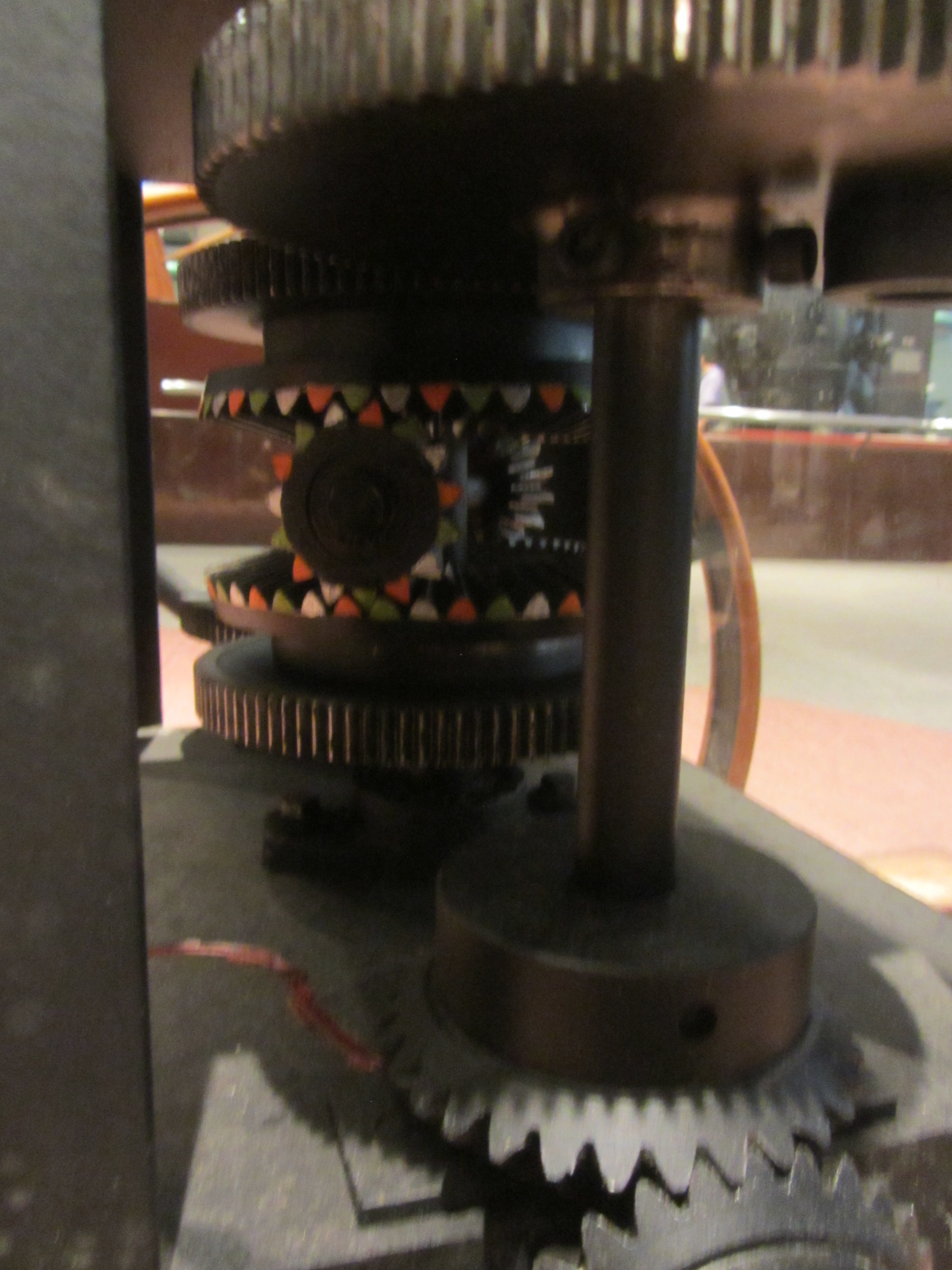
國立自然科學博物館復原的指南車齒輪組。

指南车使用了差动齿轮装置，或者称加法机构、差速器。其原理是当车辆直线行驶时左右两车轮转动角速度相等。差动机构没有输出。车辆转弯时两侧车轮角速度不相等，这时差动机构输出这个差值，驱动指示机构。
类似的装置应用在现代汽车的差速器和工业上加工齿轮的专用设备插齿机以及滚齿机中。

## 相關
- 涿鹿之戰